# Basshunters videografi
Basshunters videografi är en komplett lista över musikvideor samt tv-serier med anknytning till den svenska artisten Basshunter.

## Musikvideor

### Som huvudartist
| Titel                                                                                              | År   | Högsta listplacering | Regissör(er)                     | Ref.   |
| Titel                                                                                              | År   | POL                  | Regissör(er)                     | Ref.   |
| -------------------------------------------------------------------------------------------------- | ---- | -------------------- | -------------------------------- | ------ |
| "Boten Anna"                                                                                       | 2006 | —                    | Carl-Johan Westregård Kim Parrot | [ 3 ]  |
| "Vi sitter i Ventrilo och spelar DotA"                                                             | 2006 | —                    | Carl-Johan Westregård Kim Parrot | [ 4 ]  |
| "Vifta med händerna"                                                                               | 2006 | —                    | Okänd                            | [ 6 ]  |
| "Boten Anna" (Version 2)                                                                           | 2007 | —                    | Okänd                            | [ 7 ]  |
| "DotA"                                                                                             | 2007 | —                    | Okänd                            | [ 5 ]  |
| "Now You're Gone"                                                                                  | 2007 | —                    | Alex Herron                      | [ 8 ]  |
| "All I Ever Wanted"                                                                                | 2008 | —                    | Alex Herron                      | [ 9 ]  |
| "All I Ever Wanted" (Basshunter's Cut)                                                             | 2008 | —                    | Okänd                            | [ 10 ] |
| "Angel in the Night"                                                                               | 2008 | —                    | Alex Herron                      | [ 11 ] |
| "I Miss You"                                                                                       | 2008 | —                    | Alex Herron                      | [ 13 ] |
| "Walk on Water"                                                                                    | 2009 | —                    | Okänd                            | [ 14 ] |
| "Walk on Water" (Fan Edit)                                                                         | 2009 | —                    | Okänd                            | [ 15 ] |
| "Every Morning"                                                                                    | 2009 | —                    | Alex Herron                      | [ 16 ] |
| "I Promised Myself"                                                                                | 2009 | —                    | Alex Herron                      | [ 18 ] |
| "Saturday"                                                                                         | 2010 | 1                    | Alex Herron                      | [ 19 ] |
| "Northern Light"                                                                                   | 2012 | —                    | Alex Herron                      | [ 20 ] |
| "Dream on the Dancefloor"                                                                          | 2012 | —                    | Gareth Evans                     | [ 22 ] |
| "Crash & Burn"                                                                                     | 2013 | —                    | Farzad Bayat                     | [ 23 ] |
| "Calling Time"                                                                                     | 2013 | —                    | Gareth Evans                     | [ 25 ] |
| "—" betecknar en musikvideo som inte placerades på topplista eller som inte släpptes i det landet. |      |                      |                                  |        |

### Textvideor
| Titel                        | År   | Regissör(er) | Ref.   |
| ---------------------------- | ---- | ------------ | ------ |
| "Masterpiece"                | 2018 | Okänd        | [ 26 ] |
| "Home"                       | 2019 | Jay Vasquez  | [ 27 ] |
| "Angels Ain't Listening"     | 2020 | Jay Vasquez  | [ 28 ] |
| "Life Speaks to Me"          | 2021 | Okänd        | [ 29 ] |
| "End the Lies" (& Alien Cut) | 2022 | Okänd        | [ 30 ] |

### Remixvideor
| Titel                                                                     | År   | Remix regissör(er) | Ref.   |
| ------------------------------------------------------------------------- | ---- | ------------------ | ------ |
| "I Promised Myself" (Pete Hammond Remix) Använd remix: Pete Hammond Remix | 2009 | Okänd              | [ 31 ] |
| "Dream on the Dancefloor" (Hi Def Remix) Använd remix: Hi Def Remix       | 2012 | Okänd              | [ 32 ] |

### Som gästartist

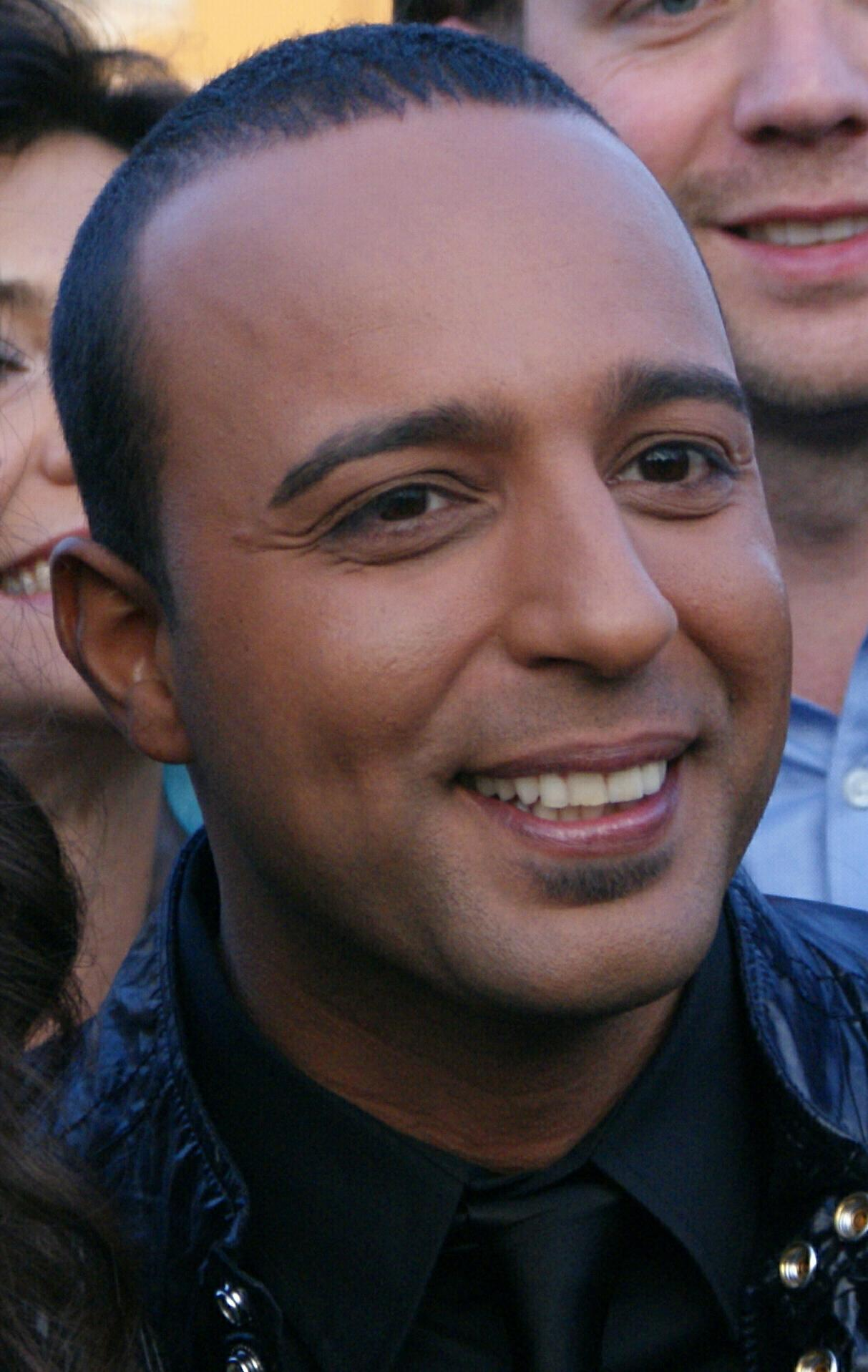
Basshunter syns i Arash:s musikvideo för "Melody"

| Titel    | År   | Artist(er) | Regissör(er) | Ref.   |
| -------- | ---- | ---------- | ------------ | ------ |
| "Melody" | 2011 | Arash      | Okänd        | [ 33 ] |

## Megamixvideor
| Titel | År   | Remix regissör(er) | Ref.   |
| --- | ---- | ------------------ | ------ |
| "Video Megamix" Innehåller: "Now You're Gone", "All I Ever Wanted", "Angel in the Night", "I Miss You" och "Walk on Water" | 2008 | Okänd              | [ 34 ] |

## Marknadsföringssinglar
| Titel               | År   | Ref.   |
| ------------------- | ---- | ------ |
| "Now You're Gone"   | 2007 | [ 35 ] |
| "All I Ever Wanted" | 2008 | [ 36 ] |
| "Walk on Water"     | 2009 | [ 37 ] |
| "Every Morning"     | 2009 | [ 38 ] |
| "I Promised Myself" | 2009 | [ 39 ] |
| "Saturday"          | 2010 | [ 40 ] |

## Album

### Studioalbum
| Titel                       | Albuminformation                                                     | Noteringar                                                                                                |
| --------------------------- | -------------------------------------------------------------------- | --- |
| Now You're Gone – The Album | - Släppt: 14 juli 2008 - Skivbolag: Extensive Music - Format: CD+DVD | Specialversionen av albumet släppt i Nya Zeeland och Polen innehåller DVD med nio Basshunter-musikvideor. |

### Som gästartist
| Titel                 | Albuminformation                                                            | Noteringar                                                    |
| --------------------- | --------------------------------------------------------------------------- | ------------------------------------------------------------- |
| Maspalomas Pride 2012 | - Släppt: Maj 2012 - Inspelad av GBCTelevision.com - Format: 2×DVD, Blu-ray | Samlingsbox innehåller liveinspelningar av blandade artister. |

## Kortfilmer
| Titel                   | År   | Roll               | Ref.   |
| ----------------------- | ---- | ------------------ | ------ |
| The End of Old Things   | 2009 | Regissör Producent | [ 45 ] |
| Playing with Arnold     | 2011 | Skådespelare       | [ 46 ] |
| Welcome to Bass Server  | 2014 | Skådespelare       | [ 47 ] |
| Basshunter Dota Revival | 2021 | Skådespelare       | [ 48 ] |

## Television
| Titel                        | År   | Roll      | Noteringar                                    | Ref.   |
| ---------------------------- | ---- | --------- | --------------------------------------------- | ------ |
| Sound                        | 2009 | Gäst      | Säsong 3, avsnitt 23                          | [ 49 ] |
| Pocket TV                    | 2009 | Okänd     | Avsnitt: "Face Invaders"                      | [ 50 ] |
| The 5:19 Show                | 2009 | Okänd     | Säsong 1, avsnitt 2 and 14 Säsong 2 avsnitt 5 | [ 51 ] |
| Red Bull Rivals              | 2009 | Gäst      | Säsong 1, avsnitt 2                           | [ 52 ] |
| Never Mind the Buzzcocks     | 2009 | Gäst      | Säsong 23, avsnitt 9                          | [ 53 ] |
| Something for the Weekend    | 2010 | Gäst      | 13 juni 2010                                  | [ 54 ] |
| Basil and Barney's Swap Shop | 2010 | Okänd     | Säsong 3, avsnitt 17                          | [ 55 ] |
| Celebrity Big Brother        | 2010 | Deltagare | Säsong 7                                      | [ 56 ] |
| Fångarna på fortet           | 2010 | Deltagare | Avsnitt 5                                     | [ 57 ] |
| Weakest Link                 | 2010 | Deltagare | Rock and Pop                                  | [ 58 ] |
| Big Brother                  | 2011 | Okänd     | Säsong 5                                      | [ 59 ] |
| Det svenska popundret        | 2019 | Okänd     | Avsnitt 5: "Ett paradis för pirater"          | [ 60 ] |

## Reklamfilmer
| Företag  | År   | Ref.   |
| -------- | ---- | ------ |
| JME Data | 2006 | [ 61 ] |